# Discord

Původní logo, užívané mezi lety 2015–2021

Discord je komunikační platforma pro komunity. Je alternativou Skypu, TeamSpeaku, ICQ a ostatních služeb. Discord nabízí podporu botů pro hudbu, správu práv a jiných záležitostí. Discord lze používat na systémech Windows, MacOS, Android, iOS, Linux, v terminálu, a ve webovém prohlížeči. K roku 2021 bylo na platformě registrováno více než 350 milionů uživatelů, z toho 150 milionů bylo aktivních.

## Historie
Koncept Discordu pocházel od generálního ředitele Jasona Citrona, který založil společenskou herní platformu pro mobilní hry – OpenFeint. Nakonec platformu OpenFeint prodal společnosti GREE v roce 2011 za 104 milionů dolarů. Společnost založila herní vývojové studio Hammer & Chisel – v roce 2012. Jejich originální hra byla Fates Forever, která byla spuštěná v roce 2012. Společnost předpokládala, že by to mohla být první multiplayerová online bitevní aréna (MOBA) na mobilních platformách. Zatímco hra Fates Forever nebyla komerčně úspěšná z důvodu nízké popularity, Jason Citron zaznamenal potíže, které měl jeho tým při budování hry, když se snažil hrát jiné reprezentativní hry jako Final Fantasy XIV a League of Legends pro vypracování herních konceptů, konkrétně zdůraznit problematiku současných Voice over IP voleb, které byly k dispozici: Některé volby VoIP museli hráči sdílet různé IP adresy pro připojení, zatímco ostatní služby jako Skype nebo TeamSpeak byly zdrojově těžké a měly známé bezpečnostní problémy. To vedlo vývojáře k rozvoji chatové služby, která byla mnohem jednodušší na základě modernějších technologií. Pro vyvinutí Discordu, Hammer & Chisel získali dostatečné finanční prostředky z YouWebu, i Hammer & Chisel financoval z Benchmark a Tencent. Discord byl v červnu 2020 změněn z platformy určené převážně pro hráče na platformu pro komunity s mottem Místo, kde si můžeš popovídat.

## Servery
Na Discordu je, kromě přímých konverzací mezi uživateli, možné si založit nebo připojit se k serveru. Ty slouží jako soukromé komunity a mají robustní systém oprávnění, na rozdíl od skupinových chatů. Nabízí strukturování konverzací do oddělených kanálů či kategorií, které dále doplňují kanály pro hlasový hovor a sdílení videoobsahu. Přestože jsou tyto servery soukromé, lze pro ně vytvořit pozvánky – odkazy, které uživatele automaticky registrují jako člena. Členové serverů mohou být i tzv. boti, které ovládá počítač prostřednictvím vývojářského rozhraní. Jejich využití jsou různá, od snadnější správy velkých komunit až po přehrávání YouTube videí v hlasových kanálech.

## Předplatné
Mezi funkce Discordu patří i předplatné zvané „Discord Nitro“. To se dělí na dvě části - Basic, které umožňuje sdílet větší soubory do serverů, používat vlastní emotikony a sdílet obrazovku v hlasových kanálech ve vyšší kvalitě. Normální Nitro pak umožňuje i vylepšení profilů pomocí animované profilové fotky.

## Alternativy
Dostupné jsou i svobodné a otevřené náhrady za Discord, mezi které patří také Revolt, který lze používat na systémech Windows, Linux, ve webovém prohlížeči, a pro mobilní platformy také jako PWA aplikaci. Revolt podporuje self-hosting (možnost provozu serverové instance Revoltu přes Docker na svém zařízení pod vlastními podmínkami), což je jedním z rozdílů oproti běžnému Discordu, z kterého jinak Revolt po implementační stránce vychází.

## Akvizice firmou Microsoft
V březnu 2021 jednala firma Microsoft s firmou Discord Inc. o možném odkupu celé platformy. Microsoft byl dle informací agentury Bloomberg ochoten zaplatit částku přes 10 miliard dolarů (cca 220 miliard Kč). Případný prodej by se ale neuskutečnil v roce 2021.

Nákup platformy Discord se nakonec neuskutečnil. Discord chce zatím zůstat nezávislý. Budoucí akvizice společnosti je však stále možná.

## Investice firmou Sony
Začátkem května roku 2021 bylo oznámeno partnerství mezi Discordem a Sony, jde o minoritní investici ze strany Sony. Cílem má být podle Jima Ryana, prezidenta SIE, propojení služby Discord se sítí PlayStation Network.